# 馬克·里德
馬克·里德（Mark Read，1978年11月7日—）是英國的一位歌手。他在1999年至2002年期間和2009年至今是男子組合A1的成員。他出身在一個音樂家庭。